# Jan Swoszowski
Jan Swoszowski herbu Abdank (zm. w 1615 roku) – marszałek sejmu zwyczajnego w Warszawie w 1611 roku, podkomorzy lwowski w latach 1611–1615, pisarz ziemski lwowski w latach 1588–1612, pisarz grodzki lwowski w latach 1584–1585.
Studiował w Akademii Krakowskiej w 1577 roku.
Poseł na sejm 1590 roku, sejm 1590/1591 roku z ziemi lwowskiej.
Był marszałkiem sejmików województwa ruskiego w 1606 r. W 1607 i  1611 r. był posłem na sejm z województwa ruskiego. Rewizor sejmowy do zamku grodeckiego. Poseł województwa ruskiego na sejm zwyczajny 1613 roku i na sejm nadzwyczajny 1613 roku.
Był katolikiem.